# 横尾惣三郎
横尾 惣三郎（よこお そうざぶろう、1887年 - 1961年1月）は、日本の農林官僚、教育者。

## 主な経歴
- 1934年 農民講道館を創設。
- 1947年 農民講道館農業専門学校に改組。
- 1954年
  - 4月 農民講道館農業短期大学を開学させ、学長に就任。
  - 11月 牛乳消費者普及協議会を結成する[1]。
- 1961年 死亡。

## 著書
- 『農民読本』ほか多数の著作がある。